# سلالة جاني
السلالة الجانية أو الأسرة الجانية ، هم أنسباء الشيبانيون، ويعود أصلهم إلى خانية أستراخان، حيث فر الكثير من أمرائها عندما احتلها الروس عام 1558م ، واستقروا في بخارى، وقوي نفوهم في عهد الشيبانيون، وعندما سقطت الأسرة الشيبانية عام 1598م ، أصبحت تسلم مقاليد البلاد، وظلت تحكم البلاد حتى عام 1786م بسبب ضعف السلالة الجانية، وفي فترة انقسمت هذه البلاد إلى عدة خانات وهي بخارى وخوقند وسمرقند وفرغانة وخوارزم وغيرها.